# Стара Загора (телевизия)
Телевизия Стара Загора е бивш регионален телевизионен канал за област Стара Загора, основан през 1996 г. Телевизията подготвя и излъчва информационни, икономически, развлекателни и детски програми, както и исторически и документални филми за град Стара Загора. Разпространява се в мрежите на кабелните оператори „А1“ и „Тракия Кабел“.  От средата на 2018 г. спира излъчването на игрални филми и сериали. Каналът е закрит през 2019 г. Лицензът му е наследен от 7/8 ТВ, а ТВ „Стара Загора“ продължава да излъчва само по интернет.

## История
Излъчва от 6 септември 1996 г. на 27 канал в дециметровия обхват от собствен телевизионен предавател с регионален обхват, базиран на РРТС Хрищени. През 2002 г. ефирното излъчване е прекратено, телевизията е възстановена през 2005 г. и предава по кабелната мрежа в област Стара Загора.
На 10 октомври 2019 г. е закупена от Слави Трифонов за проекта му за телевизия 7/8 ТВ, тъй като има лиценз за национална телевизия.
Телевизията прекратява излъчване на 4 ноември 2019 г.
На 1 януари е основана „ТВ СТЗ“, която е продължение на телевизия „Стара Загора“.

## Предавания
Предавания на Телевизия Стара Загора:
- Моето село
- (На)Среща
- Новините
- Спортът
- Инфо Зона
- Зона Здраве
- Блогът на Мавракис
- Директна линия
- Гласът на Стара Загора
- Духовна пътека
- Студио Старозагорски новини